# Egil Stenshagen
Egil Stenshagen, né le 19 octobre 1947, est un pilote automobile norvégien essentiellement de rallycross, désormais concessionnaire automobile pour plusieurs marques à Oslo.

## Palmarès

### Titres en rallycross
- Champion d'Europe de rallycross en  1982 et 1983, sur Volkswagen Golf GTi (1.6, puis 1.8).

(Nota Bene: il a également terminé 7e du Championnat suédois des voitures de tourisme en 1980, sur VW Golf GTi)